# Bjuv
Bjuv este un oraș în Suedia.

## Demografie
| \| Evoluția demografică a zonei urbane Bjuv, 1970–2015 \| Evoluția demografică a zonei urbane Bjuv, 1970–2015 \| Evoluția demografică a zonei urbane Bjuv, 1970–2015 \| Evoluția demografică a zonei urbane Bjuv, 1970–2015 \| Evoluția demografică a zonei urbane Bjuv, 1970–2015 \| \| --------------------------------------------------------------------------------------- \| --------------------------------------------------- \| --------------------------------------------------- \| --------------------------------------------------- \| --------------------------------------------------- \| \| An \| \| \| Locuitori \| \| \| 1970 \| 1970 \| \| 5.917 \| 5.917 \| \| 1975 \| 1975 \| \| 6.800 \| 6.800 \| \| 1980 \| 1980 \| \| 6.931 \| 6.931 \| \| 1990 \| 1990 \| \| 6.627 \| 6.627 \| \| 1995 \| 1995 \| \| 6.591 \| 6.591 \| \| 2000 \| 2000 \| \| 6.228 \| 6.228 \| \| 2005 \| 2005 \| \| 6.348 \| 6.348 \| \| 2010 \| 2010 \| \| 6.832 \| 6.832 \| \| 2015 \| 2015 \| \| 10.602 \| 10.602 \| \| Sursa: SCB - Statistika Centralbyrån, Folkmängden per tätort. Vart femte år 1960 - 2016 \| \| \| \| \| |      |  |           |        |
| Evoluția demografică a zonei urbane Bjuv, 1970–2015 |      |  |           |        |
| An |      |  | Locuitori |        |
| 1970 | 1970 |  | 5.917     | 5.917  |
| 1975 | 1975 |  | 6.800     | 6.800  |
| 1980 | 1980 |  | 6.931     | 6.931  |
| 1990 | 1990 |  | 6.627     | 6.627  |
| 1995 | 1995 |  | 6.591     | 6.591  |
| 2000 | 2000 |  | 6.228     | 6.228  |
| 2005 | 2005 |  | 6.348     | 6.348  |
| 2010 | 2010 |  | 6.832     | 6.832  |
| 2015 | 2015 |  | 10.602    | 10.602 |
| Sursa: SCB - Statistika Centralbyrån, Folkmängden per tätort. Vart femte år 1960 - 2016 |      |  |           |        |